# 용골자리 AG
용골자리 AG(AG Car)는 용골자리 방향으로 지구로부터 약 20,000 광년 떨어져 있는 항성이다. 이 별은 밝은 청색변광성(LBV)으로 분류되며 우리 은하에서 가장 밝은 별들의 반열에 들어간다. 지구에서 매우 멀리 떨어져 있는데다 이 별과 지구 사이에 있는 성간 먼지 때문에 맨눈으로는 볼 수 없으며 겉보기등급은 +5.7~+9.0 사이다.

## 상세

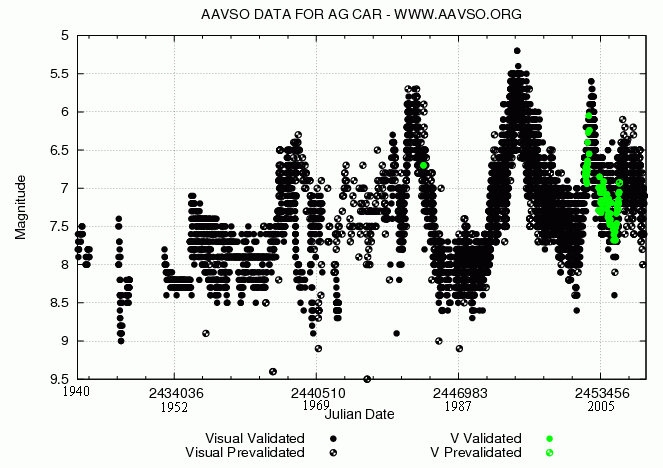
1940년 1월 1일부터 2010년 11월 23일까지 기록한 밝은 청색변광성 용골자리 AG의 AAVSO 광도곡선. 그래프 위로 올라갈수록 밝고, 아래로 내려갈수록 어두워짐을 뜻한다.

항성이 분출한 물질로 이루어진 성운이 용골자리 AG로부터 0.4 ~ 1.2 파섹 거리에 걸쳐 별을 둘러싸고 있다. 성운의 총질량은 태양의 대략 15배로 이 물질들은 최근 1만 년에 걸쳐 항성에서 방출된 것들이다. 항성 주위의 성간매질에 8.8 파섹 너비의 빈 공간이 있는데, 항성이 태어난 지 얼마 되지 않았을 때 방출한 빠른 항성풍이 매질을 쓸어낸 것으로 보인다.
용골자리 AG는 O 분광형 청색초거성에서 울프-레이에별로 옮겨가는 단계에 있는 것이 확실해 보인다. 따라서 매우 불안정하고 밝기가 심하게 요동치며 종종 거대한 규모의 폭발을 일으킨다. 다만 대량의 질량방출은 드물게 발생한다. 분광형은 겉보기 기준으로 극소점에서 WN11, 극대점에서 '뜨거운 A형 초거성'까지 변화한다. 안시 극소점에서 이 별의 반지름은 태양의 65배에 표면온도는 20,000~24,000 켈빈이고, 극대점에서의 반지름은 태양의 400배 이상까지 부풀어오르고 표면온도는 8,000 켈빈까지 떨어진다. 다만 차가워졌을 때의 유효온도는 극소점마다 모두 다르다.
연구 결과에 따르면 용골자리 AG의 복사등급광도는 황새치자리 S형 폭발을 일으키는 동안 감소하는데, 이는 광도가 비교적 크게 변하지 않는 LBV 대다수와는 다른 특징이다. 별의 광도는 안시 극소점에서의 태양광도 150만 배에서 안시 극대점의 태양광도 100만 배까지 떨어지는데 이는 항성 부피가 막대하게 확장되는 데에 에너지가 필요하기 때문인 것으로 보인다.
항성의 진화 모형들에 따르면 용골자리 AG는 일생 대부분에 걸쳐 자전속도가 느렸지만, 관측결과로 볼 때 현재 자전속도가 꽤 빨라진 것으로 보인다.
IIb형 초신성이 될 LBV들을 예측한 모형들은 용골자리 AG를 분광형상으로 중심핵 붕괴가 일어나기 직전 단계에 있는 것으로 예상했다. 다만 IIb형 모형은 질량이 태양의 20~25배 정도인 항성들을 가정하나 용골자리 AG의 질량은 그보다 훨씬 큰 것으로 보인다. 이 별은 태어났을 당시 질량이 태양의 약 100배였지만 이후 질량을 잃어버려 현재는 태양의 55~70배까지 질량이 줄어든 것으로 보인다.

## 거리 논쟁
가이아 관측선의 1차 자료 방출(Data Release 1, 이하 DR1)이 구한 시차에 따르면 용골자리 AG 및 그 이웃별 Hen 3-519와 지구 사이 거리는 약 2,000 파섹으로 종전 예측치보다 훨씬 가까웠다. 이 거리가 맞다면 두 별은 종전 예상보다 훨씬 어두워서 LBV가 아니라 적색초거성이 되기 전 단계에 있는 게 되며, 별의 비정상적인 특질들은 쌍성 진화로 생긴 결과가 된다.
종전 히파르코스 위성이 측정한 시차는 오차범위가 시차 자체보다 컸기 때문에 별까지의 거리에 대해 제대로 된 정보를 주지 못했다. 6,000 파섹 거리는 LBV의 속성에 대한 가정, 성간소광모형, 운동학적 측정을 통해 예측한 값이다. 가이아 관측선이 첫 해 측정한 값들과 티코 제2 성표를 조합하여 나온 가이아 DR1 시차는 0.40 ± 0.22 밀리초각이었다. 가이아 연구진은 0.3 밀리초각 크기의 계통적 오차가 날 수 있음을 밝혔다.(이는 공식 오차 한곗값에 계통적 오찻값이 더해진다는 뜻이다.) Smith 연구진은 이 0.3 밀리초각의 계통적 오차는 무시할 수 있으며 이로부터 나오는 용골자리 AG까지의 거리는 2.50 ± 1.41 킬로파섹이라고 주장했다.
가이아 2차 자료 방출(Gaia Data Release 2)로부터 계산한 시차는 0.1532 ± 0.0291 밀리초각으로 이로부터 얻은 별까지의 거리는 약 6,500 파섹이었다.